# Tormato
Tormato (с англ. — «Тормато») — девятый студийный альбом прогрессив-рок-группы Yes, выпущенный 22 сентября 1978 года лейблом Atlantic Records. Записан в декабре 1977 — июне 1978 на Advision Studios (Лондон). Это последний студийный альбом группы, в записи которого приняли участие Джон Андерсон и Рик Уэйкман перед распадом группы, последовавшим в 1980 году.
Альбом получил неоднозначную реакцию критиков, но стал коммерчески успешным. Он достиг 8-го места в Великобритании и 10-го места в США. Диск был ремастирован и переиздан в 2004 году с добавлением десяти бонус-треков.

## Об альбоме
Первоначально альбом планировалось назвать Yes Tor по имени горы в Дартмуре (графство Девон на юго-западе Англии), однако впоследствии название изменили на Tormato.
В оформлении обложки и буклета использована тематика, связанная с этой горой, а также содержится фраза: «Yes Tor находится на расстоянии двух с половиной миль от Окехамптона, Девон в Англии, и в ясный день с её вершины далеко вокруг можно увидеть места со странно звучащими названиями».
Андерсон написал музыку и текст песни «Future Times»/«Rejoice» и сказал, что его слова более точны по смыслу, чем его обычный стиль.
В песне «Madrigal» Уэйкман играет на клавесине. Андерсон предложил Уэйкману написать мадригал.
«Arriving UFO» основана на мелодии, которую придумал Андерсон, вдохновленный написанием научно-фантастической песни после того, как дважды посмотрел фильм «Близкие контакты третьей степени».
По словам Джона Андерсона, композиция «Circus of Heaven» (с англ. — «Небесный цирк») была написана им под влиянием книги Брэдбери. Он пересказал эту историю своему сыну Дэмиону, которого она очень заинтересовала. Голос Дэмиона присутствует в конце композиции. Сквайр посчитал, что трек был интересным в музыкальном плане, поскольку в нем он играет басовый рифф в стиле регги.
«Onward» приписывается исключительно Сквайру, который сделал демо-версию песни с вокалом и фортепиано и представил ее группе. Сквайр считал «Onward» одной из лучших песен, которые он когда-либо писал.
Композиция «Don’t Kill the Whale» была выпущена в виде сингла (с «Abilene» на второй стороне), и на неё был снят видеоклип. Другой клип снят для композиции «Release, Release».

## Список композиций

### Сторона А
1. Future Times/Rejoice — 6:46
A. Future Times (Андерсон, Хау, Сквайр, Уэйкман, Уайт)
B. Rejoice (Андерсон)
2. Don’t Kill the Whale  (Андерсон, Сквайр) — 3:56
3. Madrigal  (Андерсон, Уэйкман) — 2:25
4. Release, Release  (Андерсон, Уайт, Сквайр) — 5:44

### Сторона Б
1. Arriving UFO  (Андерсон, Хау, Уэйкман) — 6:07
2. Circus of Heaven  (Андерсон) — 4:31
3. Onward  (Сквайр) — 4:05
4. On the Silent Wings of Freedom  (Андерсон, Сквайр) — 7:47

### Бонус-треки при переиздании
1. Abilene  (Хау)— 4:02
2. Money  (Уайт, Сквайр, Андерсон, Уэйкман) — 3:14
3. Picasso (Андерсон) — 2:12
4. Some Are Born  (Андерсон) — 5:42
5. You Can Be Saved  (Сквайр) — 4:20
6. High  (Хау) — 4:30
7. Days  (Андерсон) — 1:00
8. Countryside  (Уайт, Сквайр, Андерсон, Хау) — 3:11
9. Everybody’s Song  (Уайт, Сквайр, Андерсон, Хау) — 6:48
10. Onward  (Сквайр) — 3:06

## Участники записи
- Джон Андерсон — ведущий вокал, перкуссия
- Стив Хау — электрогитары, акустические гитары, бэк-вокал
- Крис Сквайр — бас-гитара, pitch shifter, фортепиано (в «Don’t Kill the Whale»), bass pedals, бэк-вокал
- Рик Уэйкман — клавишные инструменты
- Алан Уайт — барабаны, перкуссия, вибрафон